# Уйсал, Мевлют
Мевлют Уйсал (тур. Mevlüt Uysal; род. 1966, Аланья, Анталья) — политический деятель Турции.

## Биография
Окончил начальную и средней школы в Анталии. В 1988 году окончил юридический факультет Стамбульского университета. Затем работал юристом-фрилансером и активно занимался политикой. Стал соучредителем районного отделения Партии справедливости и развития в Кючюкчекмедже, ил Стамбул. После слияния кварталов Бахчешехир и Башакшехир в единый район Башакшехир, на муниципальных выборах 2009 года был избран мэром этого района. На следующих муниципальных выборах 2014 года был переизбран на должность мэра.
Стал мэром Стамбула от Партии справедливости и развития после того, как Кадир Топбаш ушёл в отставку со своего поста 22 сентября 2017 года. Мевлют Уйсал был избран новым мэром в третьем туре Совета столичного муниципалитета Стамбула 28 сентября 2017 года. 17 апреля 2019 года покинул должность мэра Стамбула. Женат, отец четверых детей.